# PNMA8B
PNMA8B (англ. Paraneoplastic Ma antigen family member 8B) – білок, який кодується однойменним геном, розташованим у людей на довгому плечі 19-ї хромосоми. Довжина поліпептидного ланцюга білка становить 279 амінокислот, а молекулярна маса — 30 513.
| 10         |  | 20         |  | 30         |  | 40         |  | 50         |
| ---------- |  | ---------- |  | ---------- |  | ---------- |  | ---------- |
| MAMSLLQDWC |  | RSLDVDAHRA |  | LLVTGIPEGL |  | EQADVEAVLQ |  | PTLLPLGTFR |
| LRHMKALMNE |  | KAQAALVEFV |  | EDVNHAAIPR |  | EIPGKDGVWR |  | VLWKDRAQDT |
| RVLRQMRRLL |  | LDDGPTQAAE |  | AGTPGEAPTP |  | PASETQAQDS |  | GEVTGQAGSL |
| LGAARNPRRG |  | RRGRRNRTRR |  | NRLTQKGKKR |  | SRGGRPSAPA |  | RSEAEDSSDE |
| SLGIVIEEID |  | QGDLSGEEDQ |  | SALYATLQAA |  | ARELVRQWAP |  | CNSEGGPCPT |
| CPWEGIGGFG |  | CDLTVQTRLS |  | QSYVRDTQM  |  |            |  |            |

A: Аланін

C: Цистеїн

D: Аспарагінова кислота

E: Глутамінова кислота

F: Фенілаланін

G: Гліцин

H: Гістидин

I: Ізолейцин

K: Лізин

L: Лейцин

M: Метіонін

N: Аспарагін

P: Пролін

Q: Глутамін

R: Аргінін

S: Серин

T: Треонін

V: Валін

W: Триптофан

Задіяний у такому біологічному процесі, як альтернативний сплайсинг. 